# Perdita ashmeadi
Perdita ashmeadi är en biart som beskrevs av Cockerell 1899. Perdita ashmeadi ingår i släktet Perdita och familjen grävbin. Inga underarter finns listade i Catalogue of Life.